# 流通食品への毒物の混入等の防止等に関する特別措置法
流通食品への毒物の混入等の防止等に関する特別措置法（りゅうつうしょくひんへのどくぶつのこんにゅうとうのぼうしとうにかんするとくべつそちほう、昭和62年法律第103号）は、流通食品（公衆に販売される飲食物で、医薬品・医薬部外品を除くと定義されている）への毒物混入を防止することに関する日本の法律である。
1987年（昭和62年）9月26日に公布された。

## 概要
1984年・1985年に起こったグリコ・森永事件では、警察は殺人未遂事件として捜査した。しかし、シアン化ナトリウム入りの食品には全て「どくいり きけん たべたら しぬで」の紙が貼られていた。そこで、殺人未遂罪に当たらず、偽計業務妨害罪に留まるのではないかとの指摘があった。
本法は、上記の不備を補うために制定された。流通食品に毒物を混入したり毒物飲食物を流通食品に混入した者は、10年以下の拘禁刑又は30万円以下の罰金とする。また、死傷させた場合は、無期又は1年以上の拘禁刑とする。ただし日本国憲法第39条の遡及処罰禁止により、この法律はグリコ・森永事件の犯人には適用されない。